# Perdita gillaspyi
Perdita gillaspyi är en biart som beskrevs av Timberlake 1980. Perdita gillaspyi ingår i släktet Perdita och familjen grävbin. Inga underarter finns listade i Catalogue of Life.